# Condor Flugdienst
Condor Flugdienst, normalmente abreviado para Condor, é uma companhia aérea sediada na Alemanha, que representou a Thomas Cook na Alemanha. Opera voos comerciais para o Mediterrâneo, Ásia, África, América do Norte e Caribe. Sua base principal é o Aeroporto de Frankfurt, com bases secundárias no Aeroporto de Munique, Aeroporto de Hamburgo, Aeroporto de Düsseldorf, Aeroporto de Stuttgart e Aeroporto de Berlim-Brandemburgo.. Hoje, ela é administrada pela LOT Polish Airlines, que comprou-a após a falência do Thomas Cook Group.

## No Brasil
Já fez voos para: Rio de Janeiro (para Frankfurt), Salvador (para Frankfurt), Recife (para Frankfurt e Munique), e Fortaleza (para Frankfurt). No fim de 2016 a Condor anunciou o fim das operações no Rio de Janeiro. No início de 2017 a cidade de Salvador também deixou de ser atendida pela companhia aérea. Em 07 de novembro de 2017 começou a rota Munique/Recife, destino que já operava para Frankfurt. Em Setembro de 2019, devido a problemas financeiros, desencadeados pela falência de sua companhia administradora Thomas Cook, encerrou suas operações no Brasil, assim como no restante da América do Sul. Apenas em dezembro do mesmo ano a companhia fez um único voo para Manaus, para trazer turistas alemães até à Amazônia.

## Frota
A frota da Condor em 07 de novembro de 2017 é composta por: 
| Aeronave       | Quantidade |
| -------------- | ---------- |
| Airbus A320    | 9          |
| Airbus A321    | 7          |
| Boeing 757-300 | 10         |
| Boeing 767-300 | 16         |
| Boeing 787-9   | TBA        |
| Total          | 42         |

## Galeria

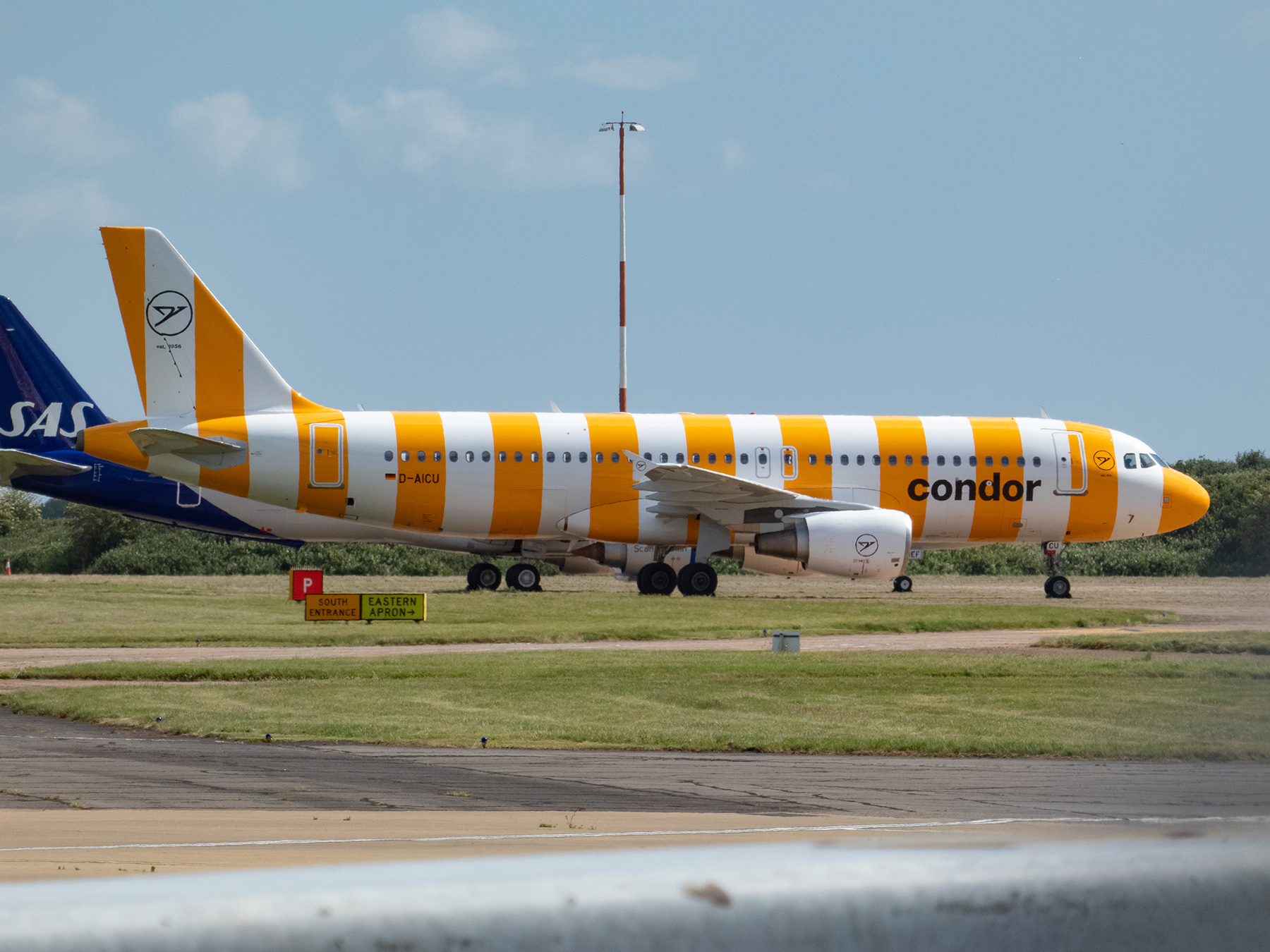
Airbus A320 com a pintura nova e inusitada da Condor
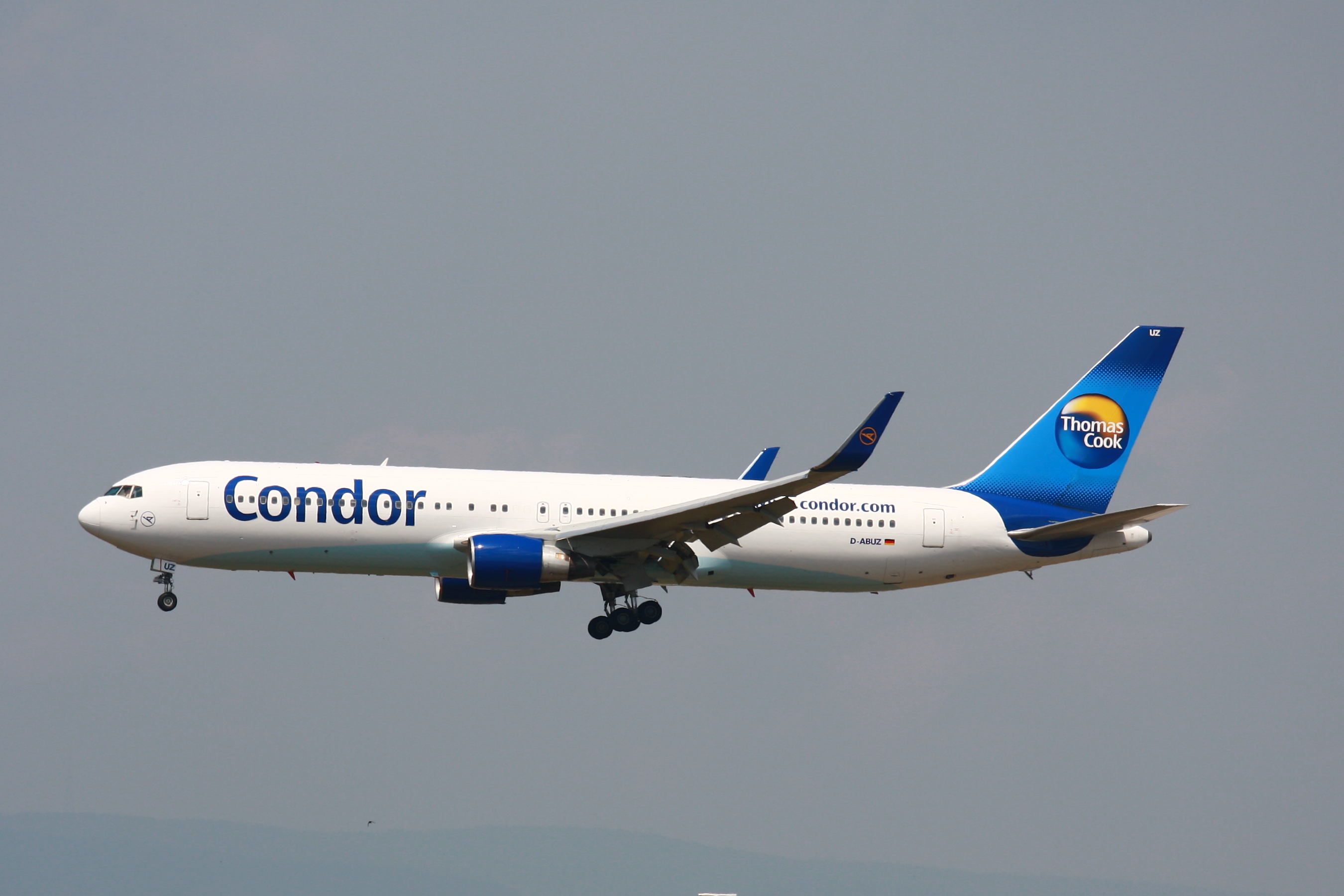
Boeing 767-300ER com winglet usado para rotas de longa distancia.
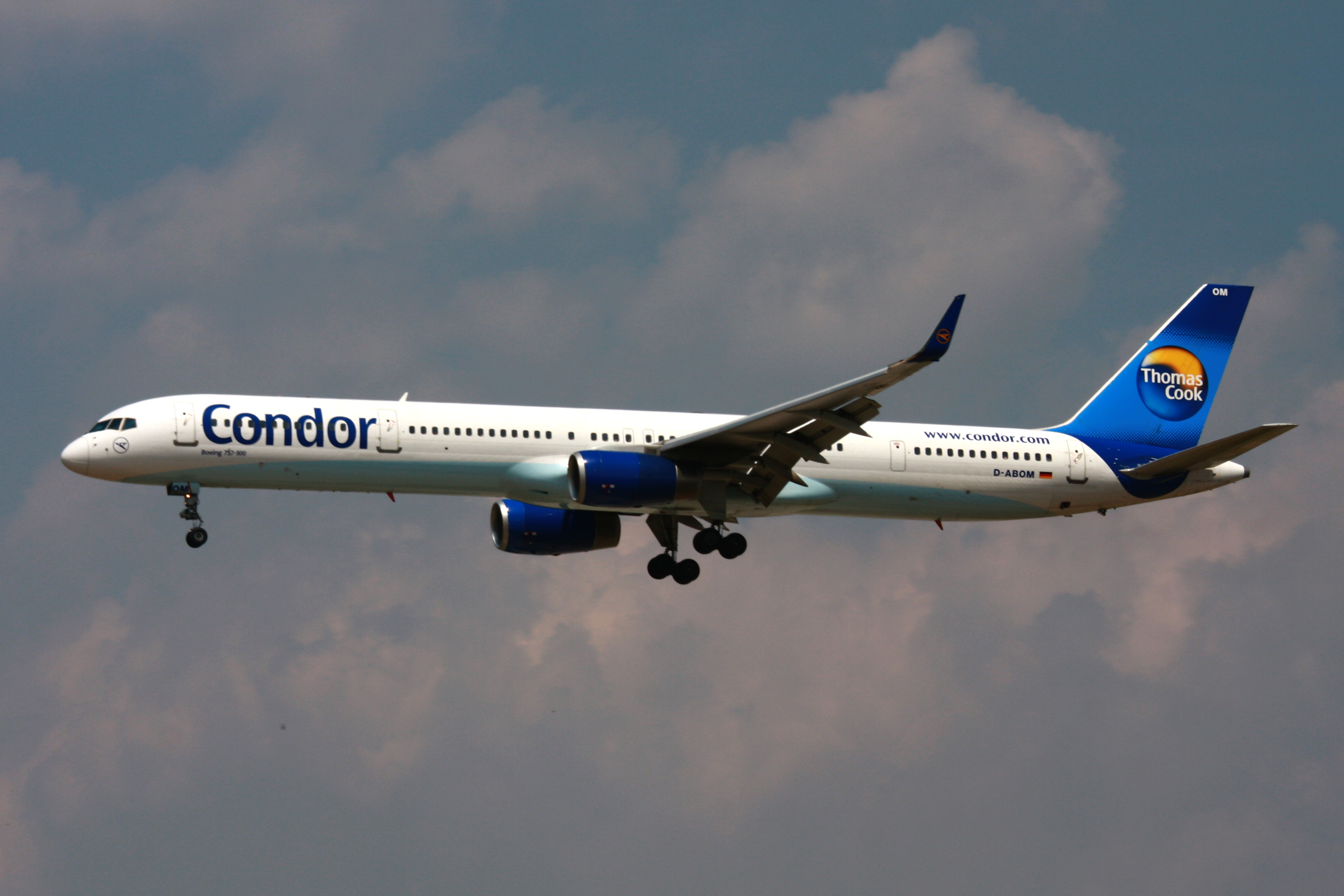
Boeing 757-300ER com winglets usado para medias e longas rotas.
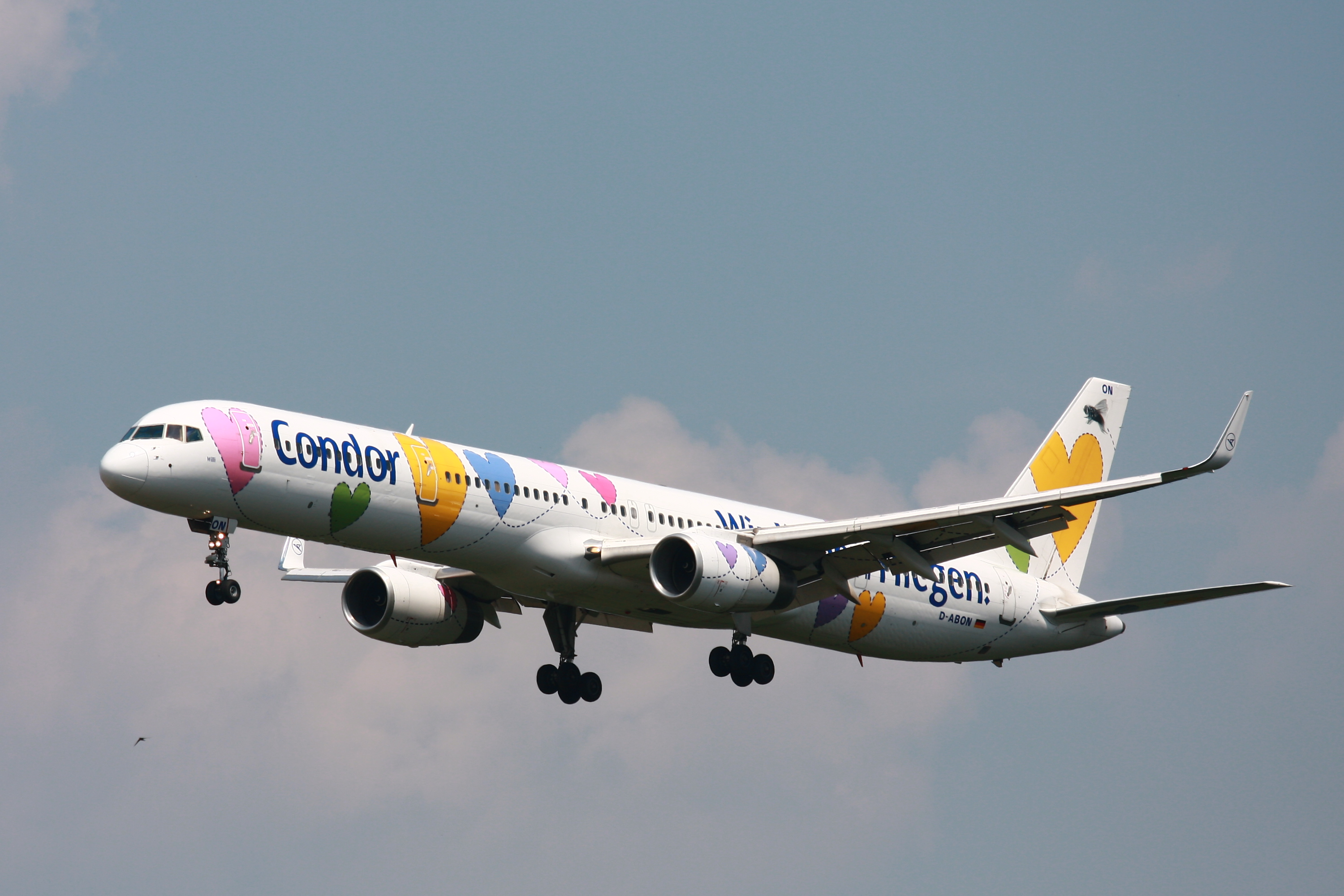
757-300ER com pintura especial de 50 anos da empresa.
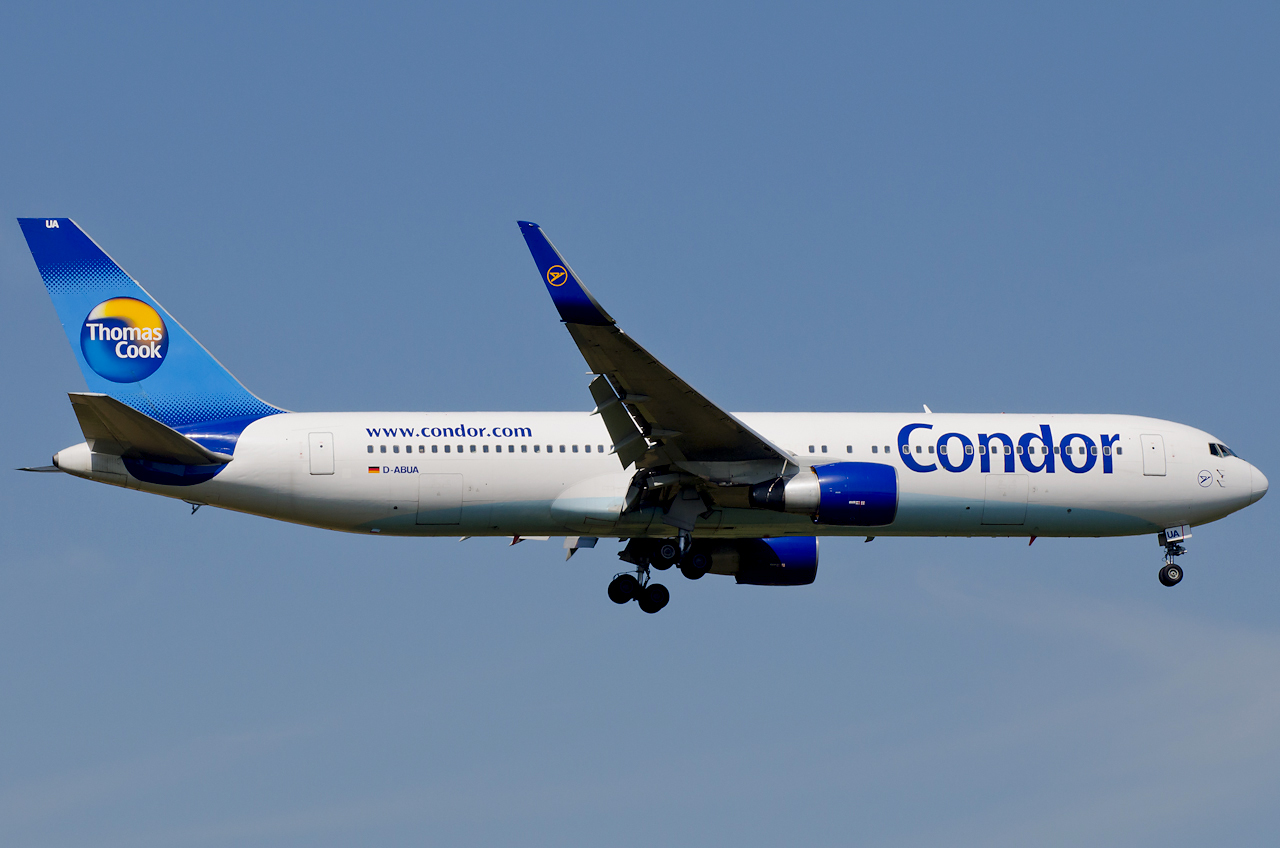
D-ABUA antes da instalação dos winglets.